# Apple IIe Enhanced
Az Apple IIe Enhanced asztali számítógépet az Apple gyárotta és forgalmazta 1985 márciusa és 1987 januárja között 22 hónapon keresztül. Az Apple IIe Enhanced egyike volt azoknak a számítógépeknek, amelyek az Apple nevet viselték.

## Története
1985 márciusában a vállalat az eredeti gépet egy új, IIe Enhanced  névre keresztelt változatra cserélte. Négy alaplapi chip volt az összes technikai változás, egy kis "Enhanced" vagy "65C02" matricát helyeztek el a billentyűzet tápellátásjelzőjén. A frissítés célja az volt, hogy az Apple IIe még kompatibilisabb legyen az (előző évben kiadott) Apple IIc-vel és kisebb mértékben az Apple II Plus-szal. Az új CMOS-alapú 65C02 CPU további utasításokat tett elérhetővé a programozók számára. Az új ROM firmware javított a sebességen és a 80 karakter-oszlopos szöveggel kapcsolatos gondokon, valamint elérhetővé tette a kisbetűk használatát az Applesoft BASIC-ben.

## Technikai leírása
A bézs színű gép súlya 5,2 kg, magassága 113 mm, szélessége: 387 mm és mélysége 457 mm volt. A Apple IIe Enhanced számítógépet egymagos 1 MHz-es MOS 65C02  processzor vezérelte, az 1 MHz-en működő rendszerbusz 8-bites architektúrát szolgált ki.  A géphez 63 (kis-és-nagybetű) gombos billentyűzet tartozott A gépet Apple DOS 3.3 ProDos 8 operációs rendszerrel szállította az Apple. A gép bemutatásakor az alapkiépítésben 64kB memóriát tartalmazott, maximálisan 128kB kezelésére volt képes a gyári specifikáció szerint, a bővítéshez Memory Expansion Card hely (slot) állt rendelkezésre. A gépet 16kB kapacitású ROM-mal szerelték. A számítógépnek nem volt saját kijelzője. Külső megjelenítő csatlakoztatására szolgált egy RCA csatlakozó, a külső megjelenítőn 280x192 (6 színben), 40x18 (15 színben) grafikai vagy 80x24 karakteres felbontás volt elérhető. Az Apple IIe Enhanced a következő csatlakozási lehetőségeket kínálta: egy I/O @1500b/s, egy GAME I/O (16 pin), egy DE-9, egy RCA, egy audió kimenet. A gép bővíthetőségét szolgálta egy 50-tűs Apple II csatlakozó, · 60-tűs csatlakozó.

## A számítógép technikai adatai
A táblázat nem tartalmazza az összes műszaki paramétert. Az egyes modelleknél a bemutatáskor érvényes adatokat soroljuk fel, a későbbi frissítéseket nem.
| Gépneve bemutatva kivezetve            | Méretmagasság szélesség mélység súlySzín | Processzortípus @órajel architektúra magok száma | Média | Billentyűzet                   | Operációs rendszer     | Memóriaalap (max.) hely ROM                   | Kijelzőmérete felbontása | Grafikakimenet, képpont és szöveg felbontás | Csatlakozókkazetta, játék, kijelző, soros, párhuzamos, hang...                 | Bővíthetőség                                        |
| -------------------------------------- | ---------------------------------------- | ------------------------------------------------ | ----- | ------------------------------ | ---------------------- | --------------------------------------------- | ------------------------ | ------------------------------------------- | ------------------------------------------------------------------------------ | --------------------------------------------------- |
| Apple IIe Enhanced1985 márc. 1987 jan. | 113 mm 387 mm 457 mm 5,2 kg bézs         | MOS 65C02 @1 MHz, 8 bit 1 mag                    |       | 63 billentyű (kis-és-nagybetű) | Apple DOS 3.3 ProDos 8 | 64kB, (128kB) Memory Expansion Card slot 16kB |                          | 1xRCA280x192 @6 40x18 @1580x24 kar.         | · 1x I/O @1500b/s · 1x GAME I/O (16 pin) · 1x DE-9 · 1x RCA · 1x audió kimenet | · 1x 50-tűs Apple II csatlakozó · 60-tűs csatlakozó |

## Az Apple számítógépek az időben
| Az Apple számítógépek idővonalon |
| --- |
| |
| A színek kezdete a bemutató időpontja, a forgalmazás több esetben is hónapokkal később kezdődött. Megeshet, hogy egy csík végét kitakarja egy másik csík eleje. Előfordul, hogy a gyártás befejezését követően még egy ideig forgalomban marad a gép adott verziója. Az egyes eszközök technikai paraméterei a MacTracker alkalmazásból származnak. A Macintosh XL azért szerepel a grafikonon, mert technikailag a Lisa 2 utóda, de a neve miatt a Compact Macintosh számítógépek közé szokás besorolni. |